# SIDSSE
1. перенаправление Санья (городской округ)#Наука и образование